# Maurice Gateley
Maurice Gateley (1905. — nije poznat nadnevak kad je umro) je bivši indijski hokejaš na travi. Miješanog je podrijetla, anglo-indijskog.
Osvojio je zlatno odličje na hokejaškom turniru na Olimpijskim igrama 1928. u Amsterdamu igrajući za Britansku Indiju. Odigrao je tri susreta i postigao je jedan pogodak.

## Vanjske poveznice
- Profil na Sports Reference.com[neaktivna poveznica]